# Pterogorgia antillarum
Pterogorgia antillarum is een zachte koraalsoort uit de familie Gorgoniidae. De koraalsoort komt uit het geslacht Pterogorgia. Pterogorgia antillarum werd in 1918 voor het eerst wetenschappelijk beschreven door Bielschowsky. 